# Ла Йорона
Ла Йорона (от исп. llorar — плакать, стонать), «Плачущая женщина», «Плакальщица» — персонаж мексиканского и мексикано-американского фольклора. Легенда о Плакальщице также бытует на территории почти всех стран Латинской Америки (Колумбия, Боливия, Чили, Венесуэла, Перу и др). Сюжет о Плакальщице называют «Третьей Легендой Мексики» наряду с легендами о Деве Марии Гваделупской и Малинче. Плакальщица, как правило, предстает в легенде призраком матери, оплакивающей своих погибших детей. Она обречена на вечные скитания по свету. Согласно легенде, ночью, при полной луне можно услышать вой Ла Йороны: «О, дети мои!»
Впервые упоминание о Плакальщице встречается в хрониках францисканского монаха Бернардино де Саагуна в XVI веке («Плачущая женщина» — Шестое предзнаменование о падении империи ацтеков), а начиная с XIX века образ Плакальщицы находит своё художественное воплощение в литературе.
Образ Плакальщицы чрезвычайно многообразен: изображениями Ла Йороны заполнены мексиканские кварталы-баррио Лос-Анджелеса, Сан-Франциско и Чикаго, песню о Плакальщице можно услышать в исполнении традиционных мексиканских музыкальных ансамблей-мариачи, а также современных артистов, работающих в жанре альтернативной музыки.
Ла Йорона заполоняет собой искусство: ей посвящены произведения поэзии, живописи, образ активно используется в кинематографе. Он продолжает жить в фольклоре и становится достоянием массовой культуры Латинской Америки (реклама, стикеры на автомобиль «Посигналь, если ты увидел Ла Йорону», таблички с изображением Ла Йороны, предостерегающие детей не подходить близко к воде).
Схожие мифологические персонажи других культур: Медея, Банши, Белая женщина, Ночные прачки, Ламия, Лилит.